# Asceles bispinus
Asceles bispinus är en insektsart som beskrevs av Ludwig Redtenbacher 1908. Asceles bispinus ingår i släktet Asceles och familjen Diapheromeridae. Inga underarter finns listade i Catalogue of Life.